# Harmandia mekongensis
Harmandia là một chi trong họ Olacaceae, chỉ có 1 loài là Harmandia mekongensis

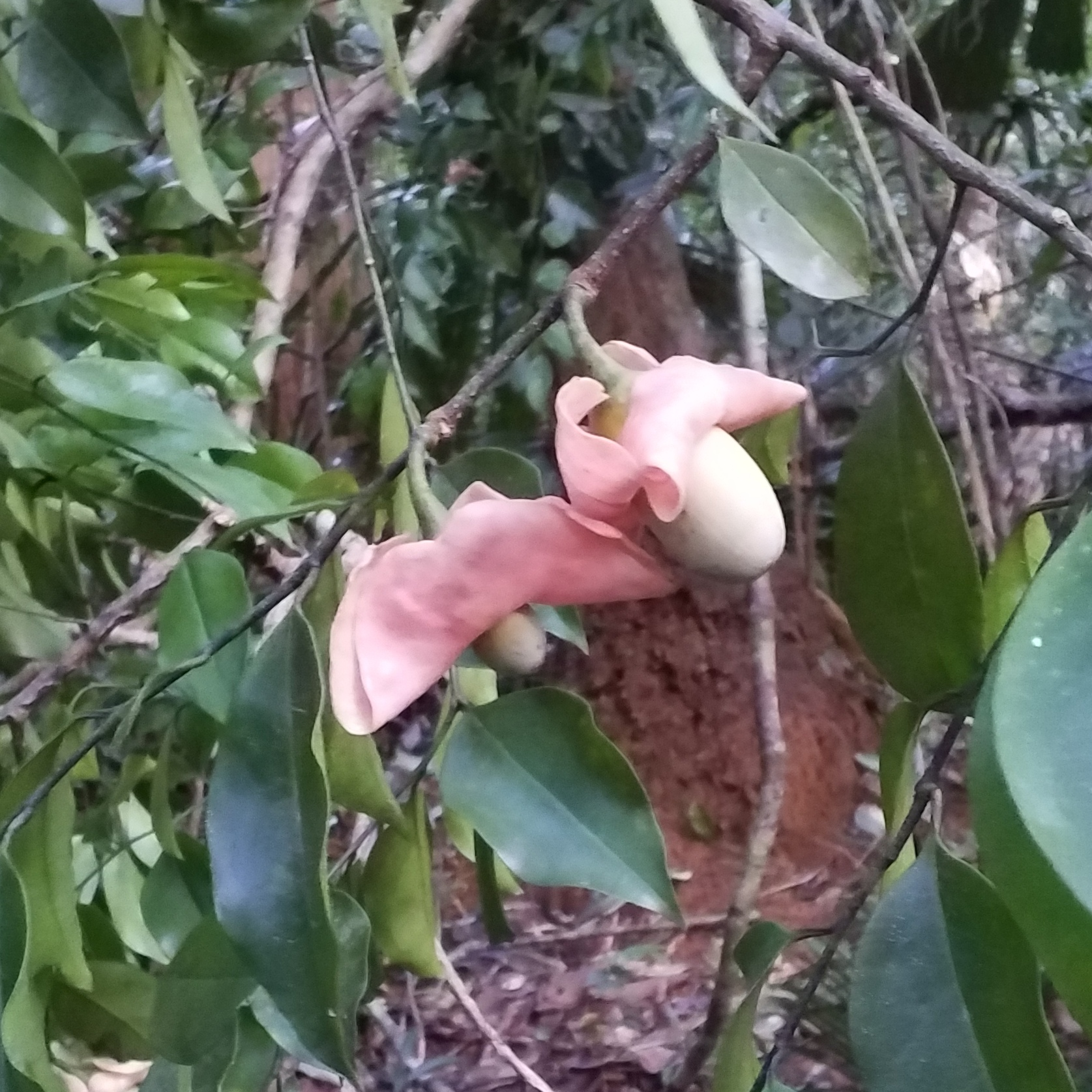

Tên trong tiếng Việt: Tai bèo, Mũ tai bèo, Chìa vôi nam
Tên khoa học: Harmandia mekongensis
Cây gỗ lớn, cao đến 20m, nhánh non zíc zắc, không lông. Lá có phiến thon, dày, gân phụ 5-8 cặp. Tản phòng cao 2cm, mang 8 hoa nhỏ, đực và cái riêng, đài hình chén, cánh hoa 4-5, cao 2mm, nhị 4-5, chỉ nhị dính nhau thành ống ngắn; noãn sào 1 buồng, 2 noãn ngang. Quả nhân cứng đen láng, có đài đồng trưởng bao lấy như vành nón, đỏ hồng. Phân bố ở Bà Nà, Ngọc Linh.
Gỗ trắng, không bền.